# Diego Luque de Beas

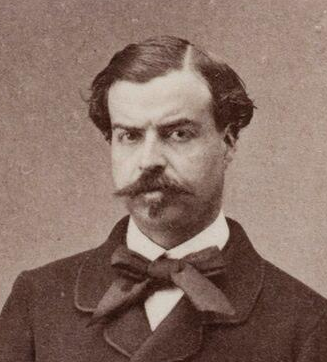
Diego Luque de Beas

Diego Luque de Beas (Jerez de la Frontera, 1828-Madrid, 1903) fue un escritor español.

## Biografía
Nació en 1828 en la localidad gaditana de Jerez de la Frontera. El joven Luque de Beas se trasladará a Madrid donde ejercería la crítica literaria en El Imparcial con seudónimo de «El cura de Argamasilla», asiduo de la tertulia del Café La Esmeralda entró en contacto con el mundo del teatro, donde alcanzó reputación como escenógrafo.
Allí conocería al autor teatral sanluqueño Luis Eguilaz, con el que mantuvo una gran amistad, así como con su hija, Rosa Eguilaz. Llegó a dirigir varios teatros madrileños como La Cruz, Variedades, Príncipe y Novedades, e igualmente fue conocida su reputación de bibliófilo especializado en obras de teatro, de la que tenía una importante colección.
Falleció en Madrid el 30 de noviembre de 1903. Estaba emparentado con el político jerezano José Luque de Beas.
La asociación cultural jerezana Cine-Club Popular de Jerez, por medio de su presidente, José Luis Jiménez García, solicitó al Ayuntamiento la rotulación de una calle con su nombre.

## Obras

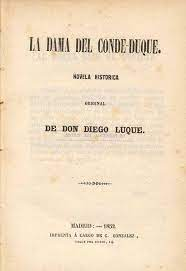
La dama del Conde Duque

- La dama del Conde Duque. Imp. C. González. Madrid, 1852.
- Mejor está que estaba (refundición de la obra de Calderón de la Barca). Madrid, 1852.
- Misterios del bastidor (Memorias sobre el teatro y sus gentes en el siglo XIX).
- «Ochenta y tres escalones (cuento)». Semanario Pintoresco Español, enero de 1854.